# 姚晨难民事件
姚晨难民事件或称微博难民事件是发生于2017年6月下旬的中国大陆网络事件，起因是有传言说中国女演员姚晨呼吁中国接受难民，于是在网络上引发大量争议和讨论，其中一些中国网民和公众人物及媒体就此或借此表达反对接受难民（移民）的观点。

## 背景

### 历史背景
中华人民共和国是人口大国，人口为世界第二大。自1970年代起，中国政府推行计划生育政策，以汉族为主体的普通民众生育自由被剥夺。本次事件中，既有网民以计划生育政策反对接受难民。同时，中国一直未被视为传统的移民国家，归化中国国籍极为困难。1979年中越開戰后，大批越南華人、华侨遭越南政府驱逐出境，直接導致1980年代共有28万越籍难民逃亡中国。此后数十年內，中国陸續接受了共计30多万难民，大部分即是此批被政府称为印支难民的華裔難胞和他们在中国出生的子女。中国政府对他们的安置工作持续至今。1990年代，随着朝鲜经济状况的恶化，脱北者进入中国东北地区，给当地的治安、经济带来巨大的压力。受身份限制，他们多从事体力劳动。亦有参与偷窃、抢劫、勒索、走私和黑市交易等非法活动。中国政府遣返脱北者的举动，亦受到包括韩国政府在内的国际社会的强烈譴責。2016年《美国之音》报道提及，截至2012年，中国境内有20多万脱北者。而在法理上认为脱北者是本国公民的韩国截止2011年，仅有2.3万名。2012年时，韩国政府曾持续脱北者问题上向中国政府施压。2月22日，韩国总统李明博向中国喊话，引发舆论关切。《环球时报》发表社评指，韩国仅“口头上欢迎所有‘脱北者’”。皆是因为中国政府“在一定程度上‘限制了’在华‘脱北者’进入韩国，首尔才敢这样大张旗鼓地做道义上的好人。”2016年《美国之音》对延边州居民的个人采访中，其个人表达了对脱北者的同情，但做为受脱北者深刻影响的边境居民，“‘不深入接触，不举报’是我们的基本准则。而政府主导的容留脱北者是我们所不能接受的。”
2010年底，随着阿拉伯之春带来的中东难民问题，引发旷日持久的欧洲移民危机，中东难民问题成为世界关注的焦点。2016年，全球难民人数达到6千余万人，为历史最高。同年，浙江省义乌市（人口约百万，为外贸、小商品集散地）发放的近万份短期居留许可中，超过四成发给中东战乱、动荡国家的公民。

### 民众意见
2016年5月，国际特赦組織发布“难民受欢迎指数”，称根据调查，认为中国大陸民众是最欢迎难民的人，愿意接纳逃离战争和迫害的人士，超过半数中国受访者“愿意在自己家中接收难民”。中国之外，最欢迎难民的国家是德国、英国。此项调查结果被国际特赦用以指责有关国家政府在难民问题上的表现。相关报道转引路透社报道，大赦国际秘书长萨里尔·谢蒂称：“国民对接收难民表示欢迎，政府却采取不人道的应对，偏离了民意”。国际特赦东亚地区主任林伟（Nicholas Bequelin）在声明中表示，中国民众一般倾向于提供政府希望他们给出的答案，但无论如何这非常令人鼓舞，中国政府应该在难民问题上做更多。
中国方面对国际特赦的调查结果及结论有质疑。《环球时报》下属的环球网举办的在线投票中，90.3%的投票者表示“不愿意在自己家中接收难民”，79.6%的投票者反对“在自己所在城市，或与难民为邻”。美国《大西洋月刊》所属网络杂志《石英》的文章则指出，国际特赦调查并不可靠。一是中国受访者来自大城市，二是翻译的误导。中国受访者可能认为，调查中所指的难民是本国遭受自然灾害的灾民，而不是外籍难民。中国受访者表达的可能是在家中接待本国灾民的意愿，而不是外籍难民。当调查者在调查中明确指出“别国难民”时，中国受访者的赞同度在全部27个国家中排名第19位。调查中的另一个问题“你的国家政府是不是应该做更多来帮助战争难民和受迫害难民？”，中国受访问者回答“是”的比例为全部调查国家第一位。

## 当事人
姚晨是中国知名女星，有微博女王之称。知名导演冯小刚曾说：她有一批意見領袖的朋友。而姚晨在微博关注最多的是公共知识分子和媒体从业人员。姚晨对于自己拥有的巨大的话语权表示，“在我之前，中国没有一个演员掺和到公共话题中，在这样一个平台上占据第一的位置，我该怎么做？怎么做才是正确的？没有人告诉我，没有一个范本可让我参照。一切都得靠自己琢磨。”
2010年，姚晨被联合国难民署任命为中国区代言人。姚晨表示接受任命时，“我当时只有一种感觉，梦想成真了。”而美国女星、联合国难民署亲善大使——安吉丽娜·朱莉亦是她的效仿对象。她曾表述“我不认为有了孩子会影响工作，而且到时候我还能带着孩子一起去做难民署的工作呢，多好啊”，以此表达对难民署工作的认可。
2011年6月19日，姚晨参加联合国难民署60周年纪念系列活动，并在香港大學与学生进行对话。其后，《南方周末》刊文：《姚晨：也许有一天，我们也可能沦为难民》。2013年6月20日，姚晨升任联合国难民署中国区亲善大使。2014年，入选美国《时代周刊》年度全球100位最有影响力人物。2016年1月，达沃斯论坛颁发“水晶奖”给姚晨，以鼓励她长久以来为难民事业做出的贡献。她是首名获此奖项的华人女性。2017年3月20日，华人盛典组委会亦因姚晨在公共领域的贡献，给予她2016-2017年度“影响世界华人大奖”提名。

## 事件经过

### 姚晨发表言论
2017年6月7日，姚晨续约联合国难民署中国区亲善大使两年。当天刚刚抵达北京，进行首次对华访问的联合国难民署负责人菲利普·格兰迪出席了姚晨与难民署的续约仪式。6月间，“中国接收了31万难民”的讯息在微博引发关注。
6月20日，世界难民日期间，联合国难民署在北京举办公益观影活动，向难民致敬。姚晨出席观影活动，她在现场声泪俱下，呼吁大家关注难民问题，亦分享了多年来探访难民营的经历。她说：“难民是和我们一样的普通人，战争和灾难让他们沦为难民。希望有一天，他们能够再次成为普通人，享有一个普通人应当享有的权利。”当日20时15分，联合国难民署的微博帐号发文，并依次@Nicholas Rosellini、联合国开发计划署、姚晨。22时49分，姚晨转发联合国难民署的微博，并附文发言，以及依次@联合国难民署、Nicholas Rosellini、联合国开发计划署。姚晨发言如下：
#世界难民日# 今天在影院里，看到一张张年轻的面孔争先恐后表达着对难民问题的看法，特别感动。从七年前的无人关注到今日的热切讨论，好似播洒在荒漠中的种子已生根发芽。

### 网民加入讨论
此条转发相关的“数万条跟贴评论中，绝大部分似乎从姚晨的发言中嗅出了呼吁中国政府接纳难民的暗示，表示‘决不答应’”。同一日，联合国在官方微博发布配有中文字幕的视频“我们和难民站在一起”，视频内容为各国公众人物为难民祈福、号召广大中国网友同情、关爱和支持难民。诸多媒体的官方微博转发。21日，联合国微博发布联合国秘书长安东尼奥·古特雷斯关于难民问题的讲话，再次得到大量转发和评论。网友评论多有质疑和嘲讽。
媒体、公众人物和姚晨对相关微博的转发、支持引发网络舆论的争议，网友对“中国是否应该接收难民”进行讨论。在此期间，亦有“中国要大规模接收难民”、“联合国秘书长要求中国接纳难民”的传闻。同时，微博网友发起“你是否愿意中国接受难民”的投票活动。26日凤凰网引用截图显示，参与投票人数为18万，17.55万（97.5%）选择不接受难民，0.45万（2.5%）选择接受。此前2011年6月19日，姚晨参加联合国难民署60周年纪念活动。活动相关、《南方周末》报道提及，姚晨探访过多位难民。其中一位在北京生活七年、拒绝学中文、依靠女友养活的中东难民与姚晨交流不愉快。姚晨告诉南方周末记者，“我们太粗心了。忽略了那位难民最需要的自尊，他太害怕别人认为他是一个没用的人。”这篇报道成为网友『批評中國政秘密收容30萬中東難民，以及姚晨在收容難民問題上推波助瀾的「證據」』。

### 讨论扩大升级
姚晨呼吁、鼓吹中国接受难民以及的舆论观点形成后，网民表达了对姚晨的反感，极端者对其进行了攻击。国际关系学院副教授储殷指，“首先要明确的是，姚晨和难民署都没有要求中国政府大规模接收难民，作为亲善大使呼吁关注难民问题无可厚非”，虽然他对网络舆论中的“‘忧国忧民’的愤怒”，“我们当然理解甚至部分赞同，对于接收难民需持高度慎重的观点，但是在很多时候，一些中国人比[在歐洲移民危機]接收了难民的欧洲人、黎巴嫩人、土耳其人还更充满了歇斯底里的恐惧，却的确是一件有点奇怪的事情”。他指，全球难民过半来自伊斯兰国家具有“时代特殊性”，而“欧洲变绿的恐惧，几乎让中国社会一些人达到了谈难民色变的地步。”他认为，目前仅接受“三百余名伊斯兰国家难民的中国”，即使人数增加至100倍，也不会改变中国族群构成、使中国完成伊斯兰化。
23日，在黎巴嫩贝鲁特访问的中国外交部长王毅与黎巴嫩外交与侨民部长纪伯伦·巴西勒共同会见记者，应询代表中国政府就中东难民问题表态。王毅主张加快热点问题解决，缓解难民危机漫延。难民不是移民，应为难民创造重返家园的条件，通过发展营造难民回归的环境。
25日，姚晨转发王毅关于难民问题的文章，认同他的观点。26日，姚晨发文表示：从未在任何场合表达过“呼吁中国接受难民”的观点。其后，袁弘、宋佳等知名演员和新浪微博大V纷纷转发姚晨26日的微博，以示支持。对于转发，姚晨给予了感谢的回复。其中，一位名为“李海鹏”的微博大V发言“从头到尾莫名其妙”，姚晨回复“欲加之罪”。而袁弘等人及微博大V的转发依旧被网友批评。同时，姚晨在26日的微博中称“时常庆幸自己生长在一个和平安定的国家”，而在2014年昆明火车站暴力恐怖袭击事件时，她对中国的评价则是“恶之花绽放的土地”。两种说法相反，有作者指她的声明不可信。昆仑策研究院高级研究员郭松民认为姚晨对中国评价改口是“一个进步”，但她对“关于难民的看法，仍然是非常肤浅的，或者是非常西方的”，“使制造难民的西方战争政策合理化、温情化了”。她以西方国家立场为立场，“作为联合国难民署中国亲善大使，在难民问题上却没有表述出中国立场，这是不正常的”。

## 备注
1. ↑  Nicholas Rosellini（英语：Nicholas Rosellini）中文名罗世礼，2016年10月起担任联合国驻华协调员，协调24个联合国机构发展合作项目在华的执行工作[15]。
2. ↑  储殷提及的，中国安置的伊斯兰国家难民中有“52名伊拉克人、45名黎巴嫩人、182名索马里人、86名尼日利亚人[14]”，来源不详。2011年《南方周末》报道提及，“菲律宾约有难民300人”[11]。另一方面，2016年时，仅浙江省义乌市发放的近万份短期居留许可中，就有超过四成发给中东国家公民[4]。
3. ↑  目前，中国新疆已完成伊斯兰化。而信仰伊斯兰教的维吾尔族和非穆斯林之间的民族冲突是困扰中国政府和社会的重大问题。
4. ↑  新浪微博大V指新浪微博上获得个人认证的用户，通常是明星、企业家、政治家等知名人士。参见：新浪微博#认证制度。